# Colilodion schulzi
Colilodion schulzi ist ein Käfer aus der Familie der Kurzflügler (Staphylinidae).

## Merkmale
Die Käfer erreichen eine Körperlänge von 2,37 Millimetern und haben eine rötlich-braune Körperfärbung.

## Verbreitung
Colilodion schulzi ist auf der philippinischen Insel Palawan endemisch verbreitet.

## Systematik
Die Art wurde erst 2016 wissenschaftlich beschrieben.